# Rajd Wysp Kanaryjskich 1995
Rajd Wysp Kanaryjskich 1995 (19. Rallye El Corte Inglés) – 19 edycja rajdu samochodowego Rajd Wysp Kanaryjskich rozgrywanego na Wyspach Kanaryjskich. Rozgrywany był w dniach 24-25 marca 1995 roku. Była to siódma runda Rajdowych Mistrzostw Europy w roku 1995 (rajd miał najwyższy współczynnik – 20) oraz pierwsza runda Rajdowych Mistrzostw Hiszpanii.

## Klasyfikacja rajdu
| Miejsce                           | Kierowca                     | Pilot                        | Samochód                        | Czas                         | Strata                       |                              |
| Klasyfikacja generalna i ERC      | Klasyfikacja generalna i ERC | Klasyfikacja generalna i ERC | Klasyfikacja generalna i ERC    | Klasyfikacja generalna i ERC | Klasyfikacja generalna i ERC | Klasyfikacja generalna i ERC |
| --------------------------------- | ---------------------------- | ---------------------------- | ------------------------------- | ---------------------------- | ---------------------------- | ---------------------------- |
| 1.                                | José María Ponce             | Gaspar León                  | BMW M3 E30                      | 3:41:49                      | 0.0                          |                              |
| 2.                                | Gregorio Picar               | Víctor Pérez Rodríguez       | Ford Escort RS Cosworth         | 3:42:13                      | +24                          |                              |
| 3.                                | Jesús Puras                  | Álex Romaní                  | Citroën ZX 16V                  | 3:43:35                      | +1:46                        |                              |
| 4.                                | Oriol Gómez Marco            | Marc Martí                   | Renault Clio Williams           | 3:45:26                      | +3:37                        |                              |
| 5.                                | Carlos Alonso-Lamberti       | Nazer Ghuneim Olivares       | Nissan Sunny GTI-R              | 3:47:33                      | +5:44                        |                              |
| 6.                                | Enrico Bertone               | Massimo Chiapponi            | Toyota Celica Turbo 4WD (ST185) | 3:48:06                      | +6:17                        |                              |
| 7.                                | Kurt Göttlicher              | Otto Schönlechner            | Ford Escort RS Cosworth         | 3:53:02                      | +11:13                       |                              |
| 8.                                | Jaime Azcona                 | Julius Billmaier             | Peugeot 106 Rallye              | 3:55:28                      | +13:39                       |                              |
| 9.                                | Miguel Angel Cruz            | Domingo de Paz               | Opel Astra GSi 16V              | 3:56:27                      | +14:38                       |                              |
| 10.                               | Helmut Fortkort              | Jürgen Weber                 | Ford Escort RS Cosworth         | 3:59:40                      | +17:51                       |                              |
| Klasyfikacja mistrzostw Hiszpanii |                              |                              |                                 |                              |                              |                              |
| 1.                                | Jesús Puras                  | Álex Romaní                  | Citroën ZX 16V                  | 3:43:35                      | 0:00                         |                              |
| 2.                                | Oriol Gómez Marco            | Marc Martí                   | Renault Clio Williams           | 3:45:26                      | +1:51                        |                              |
| 3.                                | Jaime Azcona                 | Julius Billmaier             | Peugeot 106 Rallye              | 3:55:28                      | +11:53                       |                              |
| 4.                                | Miguel Angel Cruz            | Domingo de Paz               | Opel Astra GSi 16V              | 3:56:27                      | +12:52                       |                              |